# رودریگو هولگادو
رودریگو هولگادو (انگلیسی: Rodrigo Holgado؛ زادهٔ ۲۸ ژوئن ۱۹۹۵) بازیکن فوتبال اهل آرژانتین است.
از باشگاه‌هایی که در آن بازی کرده‌است می‌توان به باشگاه ورزشی سن لورنسو آلماگرو اشاره کرد.